# St. Justinus (Alzenau)

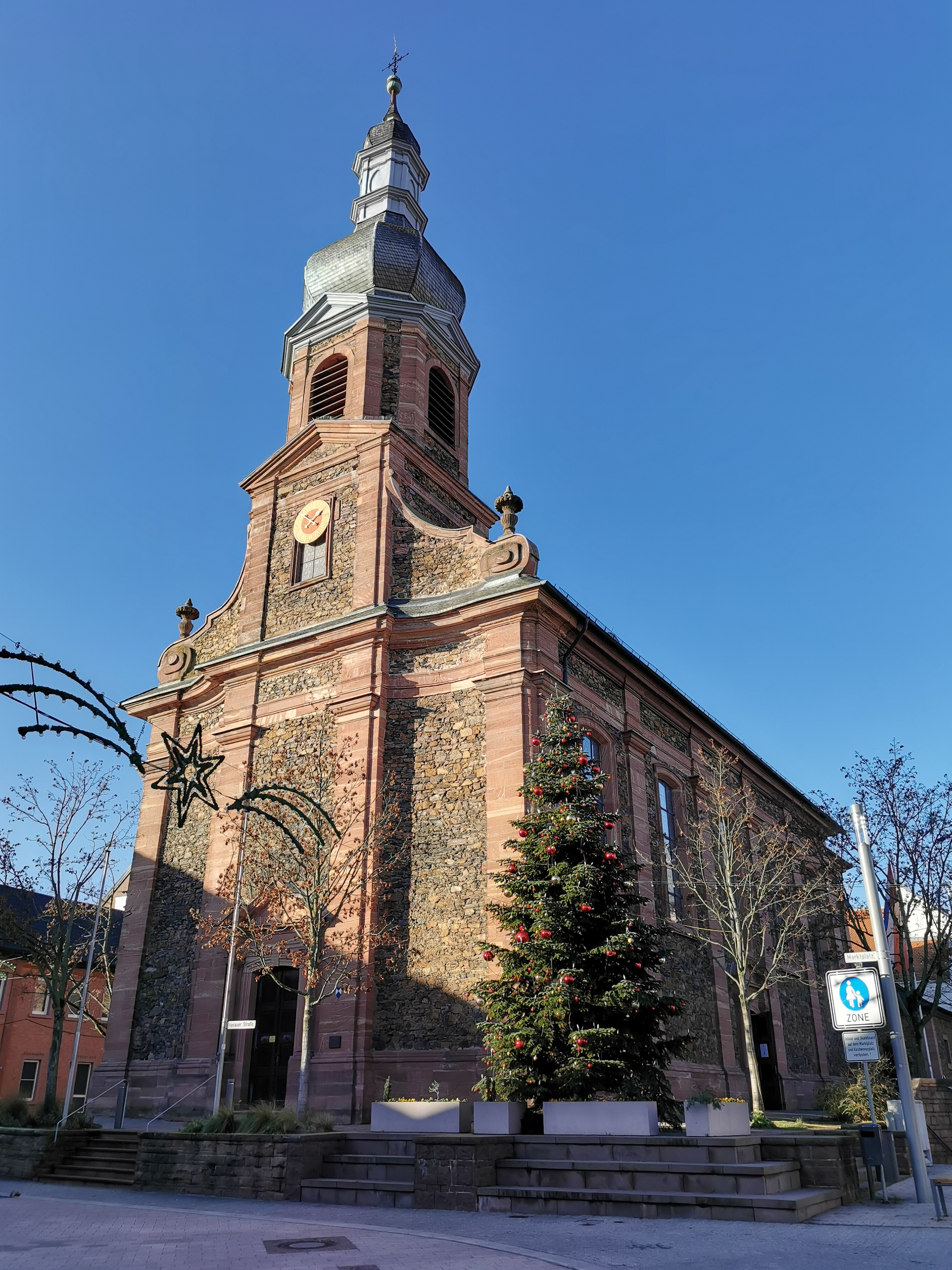
St. Justinus (1758)

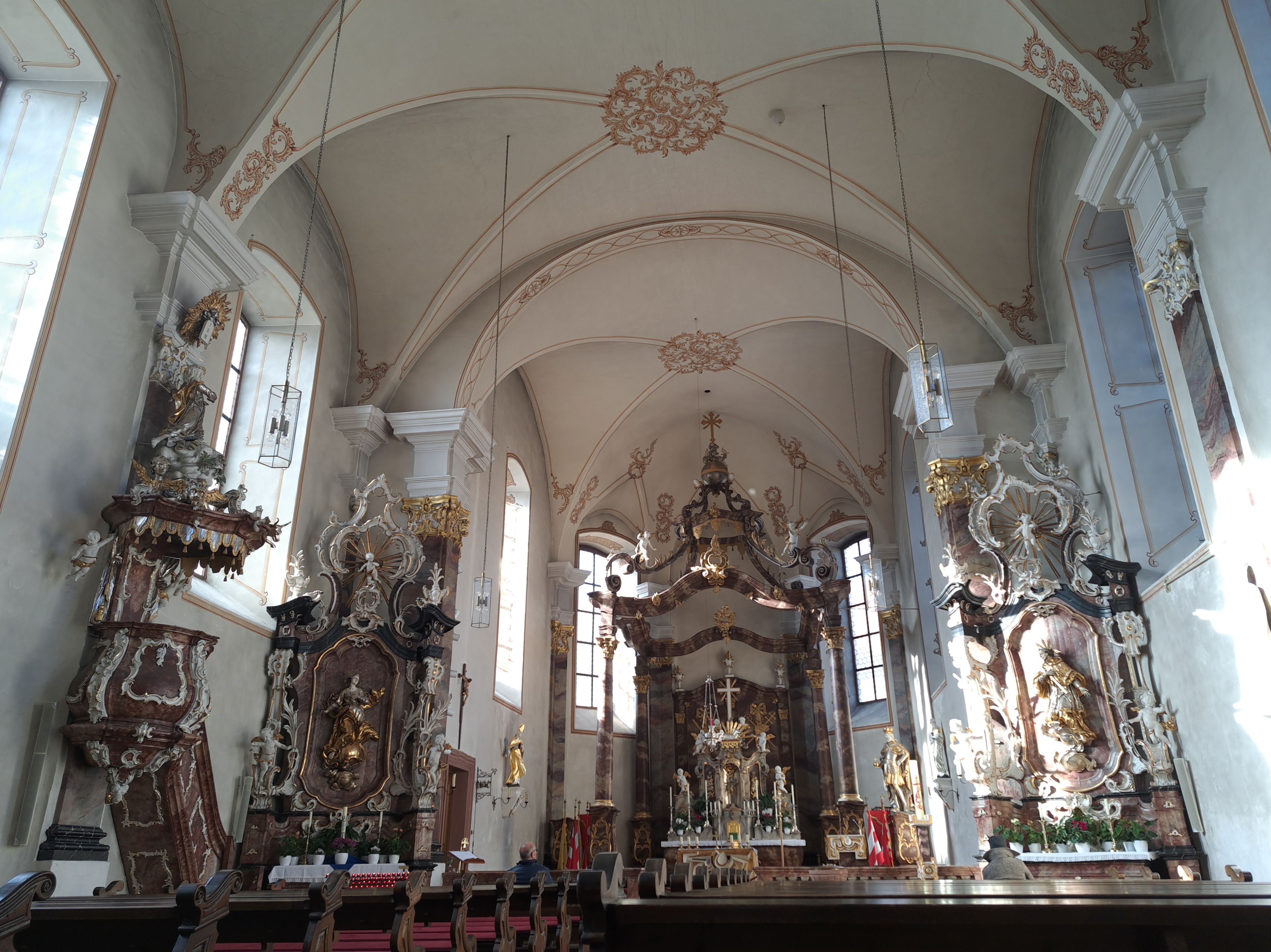
St. Justinus (1758)

Die katholische Pfarrkirche St. Justinus ist die barocke Stadtkirche von Alzenau, einer Stadt im unterfränkischen Landkreis Aschaffenburg. Sie wurde zwischen 1757 und 1760 nach Plänen des Amorbacher Baumeisters Johann Martin Schmitt am Marktplatz der Stadt errichtet, aber bereits vor Fertigstellung im Jahre 1758 geweiht. Der Bau folgte einem früheren Kirchenbau auf einer Anhöhe gegenüber der Burg Alzenau, die 1754 wegen Baufälligkeit abgetragen wurde. Der rote Sandsteinbau ist hinsichtlich seiner architektonischen Gestaltung sowie seiner Ausstattung ein typisches Beispiel des Kirchenbaus im unter Kurmainzer Einfluss stehenden Untermaingebiet.
Mit der Weihe der Kirche zu Ehren des Märtyrers Justin des Bekenners schlagen die Alzenauer eine Brücke bis zum Jahr 834. Damals brachte der Mainzer Erzbischof Otgar die Gebeine des Heiligen aus Rom mit. Sie kamen zunächst in die Justinuskirche in Höchst am Main und von dort 1298 ins Stift St. Alban vor Mainz. Ein Teil der Reliquie gelangte auch ins Kloster bei der Einhard-Basilika von Seligenstadt. Über die dortigen Benediktiner, die auch die alte Pfarrkirche von Wilmundsheim, die auf dem heutigen Alzenauer Friedhofsgelände lag, betreuten, kam die Justinusverehrung nach Alzenau.